# RESCUE～特別高度救助隊
《RESCUE～特別高度救助隊～》是，2009年1月24日用TBS系列每週星期六19:56-20:54（日本標準時間）廣播的連續剧連續剧。

## 概要
故事把横滨做為舞台，横滨市安全管理局配備的為了成為特別高度救助隊(俗稱SR=Super Ranger部隊)的隊員與受到嚴厲的訓練的年輕人們的青春和挫折，並且描寫大地的戀愛和「訓練編輯」，在實際的現場的活躍和描寫拯救人命的感動的「救助編輯」的二部構成TBS「『RESCUE～特別高度救助隊～』」（页面存档备份，存于）。
- 此劇並讓主角中丸雄一奪得電視情報雜誌「月刊TVnavi」舉辦的「Drama of The Year 2009」最佳新人獎。

## 角色
特別高度救助隊（SR=Super Ranger）
- 北島大地(23)：中丸雄一（KAT-TUN）

由横滨市西消防局變成了SR候補生的消防隊員。年幼的時候陷入砂土崩潰中，被Super Ranger·宮崎救出，憧憬成為消防職員。從年幼時目睹了砂土崩潰的創傷陷入了為恐慌狀態。擁有想念朋友的性格。
- 手塚豊(23)：増田貴久（NEWS）

由横滨市西消防站變成了SR候補生的消防隊員。擁有專心致力的平靜的性格，注視著往往亂跑的大地的事。
- 不動雅志(23)：山本裕典

經常扮酷，在SR候補生中是最高水平,不過，性急與自傲和自尊心從利己主義，協調性和交流也缺乏，屬於一隻獨狼的類型。因為與大地們發生爭執的事多，经常公私混淆，完全鄙視大地和其他的候補生,不過，被大地解救了自己困境的身姿吸引，從而建立友情。
- 加納伸介(37)：照英

Super Ranger副隊長兼放水長。有詼諧和好相處的性格。
- 葛城康介(28)：要潤

Super Ranger隊員。由於過去自己的錯誤使晚輩負了傷的創傷，對自己和別人都嚴厲要求完美完成任務，嚴厲地指責提心吊膽地做事的大地。不過，由於大地援助了打算親自進行的救助的事革心了。以前與急救隊的水野交往。
- 五十嵐八郎(40)：田中要次

Super Ranger隊員·機關員。熟悉橫浜市內整個地區的地圖，情厚的人物。
- 佃陽平(30)：

Super Ranger隊員。拿軍人作風的熱血男人熱的心的人物。
- 宮崎志郎(享年28)：山本耕史（友情出演）

違反躲避命令前往救助年幼的時候的大地而被砂土捲進，殉職。
- 徳永克己(43)：石黒賢

Super Ranger隊長。宮崎的好友。注視著打算走同樣道路的大地。
都筑消防署・救急隊
- 水野明日香(27)：笛木優子

急救隊員。好勝的性格，對前園嚴厲地指導。以前與葛城交往著，葛城晚輩使之負傷以後分手了。不過，想想辦法解決安慰他這樣的感情沒變化。
- 前園あおい(22)：市川由衣

隊員。最初因經驗很淺而緊張，失敗著，努力也白費了，不過漸漸成長，後來成為正式的急救隊員。
橫浜市消防訓練中心
- 大八木誠司(55)：山下真司

訓練科長。作為鬼教官用嚴厲的指導候補生的人物。因患病而自己告訴了訓練生們余命半年的事。
SR候補生
- 須崎修(22)：山田親太朗

被消防站的上司說受到Super Ranger的訓練。「～做」是口頭語，有趣的人物。訓練結束後分配到水難救助隊。
- 岸龍太郎(23)：加治将樹

氣氛製造廠個性。訓練結束後分配到淺間町救助隊。
- 井川省吾(23)：石黒英雄

「想受女人歡迎」的性格，訓練期間常常謊稱去見女孩子而溜出宿舍，其實是擔心自己的妹妹美香。訓練結束後分配到航空隊。
- 小日向剛(23)：大東俊介

是大阪出生的原不良少年。性急自尊心也相當高。訓練結束後分配到山下町救助隊。
- 古賀敏也(22)：浅利陽介

由於父母死於火災，被住在九州的祖母培育。軟弱的性格，經常扯大地們後腿。然而，送走前來探望的祖母回來時，在鐵工所搶救了人，緊接著被失去平衡的鋼筋砸中而喪失生命。經常以敬語來說話。
司令センター
- 真田隆正(62)：夏八木勳（特別出演）

橫浜市安全管理局局長。認識Super Ranger的重要性的情厚理解者，最理解大地的想念朋友的性格的人物。
- 芹澤忍(52)：石橋凌

横浜市安全管理局警戒防衛課·管理官。作為原Super Ranger的隊長活躍帶領著德永們。對無視了自己的命令的宮崎幫助大地而殉職的事感到責任，現在也因大地而感到焦慮。也有情厚的部分。
- 本間雄彦(55)：矢島健一

横浜市安全管理局衙門令中心·衙門令本部長。反對著Super Ranger的擴張。
- 紺野奈緒(22)：西原亞希

衙門令中心·衙門令管制員。經常冷靜對應給予正確的出場指示。前園的理解者。
中華咖啡馆「火龍」
- 陳先生(39)：佐藤二朗

店長。給店內和菜單加上消防關係的命名的消防狂熱者，店內的BGM播放著電影『背部草圖』的題目「Fighting 17th」。
李鈴鈴(21)：橋本真実
店員。旗袍相稱的漂亮的女孩子，候補生們的貴婦人的存在。
其他的登場人物·聲音
- 指令廣播的聲音〔Mission1，Mission2〕/標題短期借款〔Mission2～〕 ：河本邦弘
- 橫浜市西消防站隊長·荒井 - 岡本光太郎〔Mission1〕
- 西田-平山佑介〔Mission1，Mission2〕
- 年幼期的大地:澀谷武尊〔Mission1〕
- 宮崎優子（志郎的妻子）：奧貫薰〔Mission1〕
- 大地救助了的要救助者·翼 - 加藤翼〔Mission1〕
- 记者 - 升田尚宏（TBS廣播員）〔Mission1〕
- 井川美香（省吾的妹妹） - 金澤美穗〔Mission2〕

## スタッフ
- 製造:ドリマックス・テレビジョン，TBS
- 製片人:加藤章一，佐藤敦司
- 劇本:山浦雅大，八津弘幸，渡邊啟
- 音樂:羽岡佳，和田貴史，石坂慶彦
- 演出:倉貫健二郎，松田禮人，堀英樹
- 攝影合作:橫濱市安全管理局（特別高度救助隊，航空隊，消防隊，救助隊，急救隊），橫浜市消防訓練中心（戶冢區）其他
- 火焰效果:太平特殊效果
- 技術合作:東通
- 美術合作:フジアール
- VFX:マリンポスト、ピクチャーエレメント
- 藝術家工作室:東京メディアシティ
- 字幕背景:ネイキッド

## 主題歌
- 《RESCUE》／KAT-TUN (J-One Records)

## 廣播日·副標題·收視率
| 放送日                                                     | 〇〇編 | Mission       | サブタイトル | 脚本     | 演出       | 視聴率 | 備考        |
| ---------------------------------------------------------- | ------ | ------------- | --- | -------- | ---------- | ------ | ----------- |
| 2009年1月24日                                              | 訓練編 | 1             | 365万人都市横浜を襲う今世紀最大の災害命をかけて命を救う… 全ての青春と人生を懸けた若者達の涙と感動の物語が今、始まる | 山浦雅大 | 倉貫健二郎 | 12.2%  | 初回2時間SP |
| 2009年1月31日                                              | 訓練編 | 2             | 横浜炎上! ビル崩壊絶体絶命の大パニック救え! 要救助527名                                                             | 八津弘幸 | 倉貫健二郎 | 12.8%  | -           |
| 2009年2月7日                                               | 訓練編 | 3             | 壮絶な仲間の死…土砂崩落の中、心停止へ命を懸ける意義とは                                                             | 山浦雅大 | 松田礼人   | 8.9%   | -           |
| 2009年2月14日                                              | 訓練編 | 4             | 発火ガス大量発生!! 横浜地下街、全焼か!? 史上最大の救出劇へ                                                          | 八津弘幸 | 松田礼人   | 10.7%  | -           |
| 2009年2月21日                                              | 救助編 | 5             | 豪華客船炎上! 脱出不能600名…史上最悪の水難事故発生                                                                  | 山浦雅大 | 倉貫健二郎 | 10.9%  | -           |
| 2009年2月28日                                              | 救助編 | 6             | 横浜地下鉄パニック724名脱出不能!!ガス発生…絶対絶命                                                                  | 渡辺啓   | 堀英樹     | 8.3%   | -           |
| 2009年3月7日                                               | 救助編 | 7             | 土砂崩落! 生き埋め妊婦を襲う突然の陣痛 救え! 新たな命                                                               | 八津弘幸 | 松田礼人   | 6.4%   | -           |
| 2009年3月14日                                              | 救助編 | 8             | 死を覚悟した男たち 横浜を襲う最大の災害…最期の救出へ                                                                | 渡辺啓   | 倉貫健二郎 | 8.8%   | -           |
| 2009年3月21日                                              | 救助編 | Final Mission | ドラマ史上最悪の結末! ベイブリッジ完全封鎖へ! 最終章                                                                | 山浦雅大 | 倉貫健二郎 | 8.9%   | -           |
| 平均視聴率 9.77%（視聴率は関東地区・ビデオリサーチ社調べ） |        |               | |          |            |        |             |

- 第一回與《ROOKIES》並列為星期六8點時段的電視劇最高收視率。

## 關聯項目
- 特別高度救助隊
- 橫浜市特別高度救助部隊(Super Ranger)
- 壽司王子! - 現在作品演出者堂本光一,中丸雄一,山下真司,市川由衣參加的朝日電視系的電視劇。現在作品由於訓練生和那個指導教官中丸扮演的北島和山下演的大八木之間有上和下關係,不過，《壽司王子!》初出來了的宮古島中的壽司店「ティダ寿司」的尤其中丸演じる河原和山下演じる奥平之間又現在作品和同樣也有師傅和見習這個師徒關係。
- 消防防災直升飛機
- 橫浜市消防直升飛機 AS365N2（愛好者，現實EC155）「幼魚鳥類的肺1(JA6740)」波及「幼魚鳥類的肺2(JA98YH)」被攝影使用了。
- 空中急診英雄 - 以救護直升機為題材的電視劇 淺利陽介演出飛行醫生候補生
- 海猿 - 在把海上保安廳的救助隊作為題材的漫畫，或那個電影和電視劇 電影的第二作品石黑賢演出的
- 252生存訊號 episode.ZERO - 以營救隊作為目標的年輕人的電視劇，續編的電影也有的
- 火焰的消防隊 - 消防隊的電視劇 石橋凌演出的
- FIRE BOYS 〜め組の大吾〜 - 以營救隊作為目標的消防員的電視劇，石黑賢作為消防員演出著

## 作品的變遷
| TBS系列 星期六晚上8點                     | TBS系列 星期六晚上8點                              | TBS系列 星期六晚上8點 |
| ----------------------------------------- | -------------------------------------------------- | --------------------- |
|                                           | RESCUE〜特別高度救助隊〜 （2009.1.24 - 2009.3.21） |                       |
| BLOODY MONDAY （2008.10.11 - 2008.12.20） | 天生妙手 （2009.4.11 -2009.5.16）                  |                       |

## 外部連結
- TBS官方網站（页面存档备份，存于）